# Nima Sanandaji
Nima Sanandaji, född 30 juni 1981 i Iran, är en svensk författare, polymertekniker och samhällsanalytiker. Sanandaji har sedan 2012 varit fristående skribent och samhällsdebattör inom en stor mängd spridda policyområden. Han har även forskat vid Chalmers tekniska högskola, Kungliga Tekniska högskolan (KTH) och Cambridgeuniversitetet. Han är yngre bror till nationalekonomen Tino Sanandaji.

## Bakgrund
Sanandaji, som är av kurdisk härkomst, kom till Sverige från Iran vid åtta års ålder och är bosatt på Malta. Familjen Sanandaji härstammar från en av de mest inflytelserika landägarfamiljerna i 1700-talets feodala Persien[källa behövs]. Sanandaji har forskat inom strukturbiokemi vid universitetet i Cambridge och har en examen inom bioteknik från Chalmers tekniska högskola. Han är teknologie doktor vid Kungliga Tekniska högskolan i polymerteknik. Han har gått Timbros utbildning Stureakademin. Sanandaji har tidigare varit ordförande i Fria Moderata Studentföreningen i Göteborg och Svensk-amerikanska förbundet i Göteborg.

## Författarskap
Sanandaji var en av författarna till Timbrorapporten "Välkommen till Sverige! Om politisk snedvridning i kurslitteraturen SFI, svenska för invandrare", som kritiserade sfi-utbildningen för att gå Socialdemokraternas ärenden. Sedan dess har han fortsatt att skriva om olika samhällsfrågor. Sanandajis mest kända verk med internationellt genomslag är Scandinavian Unexceptionalism och Debunking Utopia. Han har även varit en av två medförfattare till boken SuperEntrepreneurs, som fått internationell uppmärksamhet av bland annat Richard Branson. 
I Scandinavian Unexceptionalism argumenterar Sanandaji för att fria marknader och kulturella normer är receptet bakom skandinavisk ekonomisk framgång snarare än dess skatter och välfärdsutgifter. Boken publicerades i juni 2015 av både den brittiska tankesmedjan Institute of Economic Affairs och Timbro. Förordet till boken är skrivet av den amerikanska libertarianska författaren Tom Palmer. 
Sanandaji har även bidragit till antologierna Self-Control or State Control? You Decide av Tom Palmer och A U-Turn on the Road to Serfdom av Grover G. Nordquist.
Timbro förlag publicerade 2018 Sanandajis bok The Birthplace of Capitalism – The Middle East, som berättade om kapitalismens historia i Mellanöstern.
Tillsammans med skolforskaren Gabriel Heller-Sahlgren skrev han 2019 boken Glädjeparadoxen : Historien om skolans uppgång, fall och möjliga upprättelse. 
Utöver böcker producerar Sanandaji även rapporter för olika företag och intresseorganisationer, såsom Skandia och Småföretagarnas riksförbund. För Skandia har han bland annat skrivit rapporten Samhällsförlusten av sjukskrivningar, som beräknade samhällsförlusten av sjukskrivningar till 62 miljarder. För Småföretagarnas riksförbund har han bland annat skrivit De Företagsamma 2021, som bedömde skadeverkningarna av coronaviruspandemin 2019–2021 på ekonomin med ett nytt mått på företagande. Han har även skrivit rapporter för Svenskt Näringsliv, Skattebetalarnas förening, Företagarna, Vinnova samt Stockholms handelskammare.
Sanandaji har även skrivit ett flertal internationella rapporter, såsom skriften "The Swedish Model Reassessed: Affluence Despite the Welfare State" som bland annat argumenterar för att det svenska samhällets framgångar i termer av goda sociala utfall inte är en ren konsekvens av en stor välfärdsstat, utan existerade redan under första halvan av 1900-talet när den offentliga sektorn och skatterna var relativt begränsade. Rapporten har blivit uppmärksammad av flertal internationella libertarianska tankesmedjor som exempelvis Cato Institute, Adam Smith Institute, Atlas Foundation och Bastiat Institute. En uppföljande rapport, "The Surprising Ingredients of Swedish Success – free markets and social cohesion" släpptes 2012 vid Institute of Economic Affairs och fick internationell uppmärksamhet via bland annat BBC, The Telegraph och CNBC.

## I media
År 2008 utsåg Expressen Sanandaji till den tredje viktigaste person som fick Almedalsveckan att snurra. Samma år utsågs han av Fokus till en av Sveriges makthavare. År 2009 utsågs Sanandaji tillsammans med sin bror Tino av Expressen till en av Almedalsveckans tio powerpar. Veckans Affärer utsåg honom till en av Sveriges 101 supertalanger, och han hamnade på plats tre i listan. 
Sanandaji debatterade även med Richard Florida och Charlotta Melander i Magasinet Neo 2013–2014. Sanandaji kritiserade Floridas uppfattning att tillväxt i städer sker genom den så kallade kreativa klassen, vilket enligt Sanandajis resonemang bland annat resulterade i att en stad som Södertälje kunde få en utmärkelse som kreativ stad, och framförde istället att städer växer genom effektiv brottsbekämpning, bra infrastruktur, och låga skatter.
I november 2017 omskrevs Sanandaji av den socialdemokratiska politiska kommentatorn Widar Andersson angående förslaget om behovet av en ny kunskapsdriven arbetslinje.

## Kritik
Sanandaji har kritiserats av den amerikanska vänstertidningen Jacobin magazine för sitt argument att skandinavisk kultur och hög tillit ligger bakom nordisk välfärd snarare än höga skatter och statlig inblandning. Detta underbygger Sanandaji genom att jämföra BNP per capita mellan nordiska medborgare och amerikanska medborgare med nordiskt ursprung. Jacobin magazine argumenterade i en artikel publicerad 2016 att Sanandaji inte utförligt förklarar varför etnicitet är ett mer träffsäkert mått för att jämföra relativ social mobilitet framför klass. Norska politikern Ingvild Reymert i Sosialistisk Venstreparti har också kritiserat Sanandajis bok Debunking Utopia. Reymert menar att nordisk skatt- och inkomstfördelning har, i motsats till Sanandajis argument, varit huvudförklaring bakom jämlikhet i inkomster i nordiska länder.